# Ys Strategy
Ys Strategy es un videojuego de construcción de imperios en tiempo real para Nintendo DS desarrollado por Future Creates y publicado en Japón por Marvelous Interactive (ahora fusionada con su empresa matriz, Marvelous Entertainment) y Rising Star Games en Europa, y parte de la serie Ys. Fue publicado el 23 de marzo de 2006, y en Europa el 7 de diciembre de 2006.
Cabe mencionar que a los héroes pueden controlar manualmente con los controles, en comparación con edificios y otras unidades que se controlan con el lápiz.